# Guaratiba
Guaratiba é um bairro da Zona Oeste do município do Rio de Janeiro, no Brasil.
Seu IDH, no ano 2000, era de 0,744, o 118º colocado entre 126 regiões analisadas no município do Rio de Janeiro.. O bairro possui 13 950,13 ha (139 km quadrados), sendo o bairro mais extenso do município do Rio de Janeiro, porém um dos menos densamente povoados.
Guaratiba abrange: 
- Monteiro,
- Largo do Correia,
- Carapiá,
- Magarça,
- Mato Alto,
- Abc,
- Cinco Marias,
- Piraquê,
- Matriz,
- Largo do 40.

Os bairros de Guaratiba, Ilha de Guaratiba, Pedra de Guaratiba e Barra de Guaratiba pertencem a XXVI R.A. de Guaratiba, que integra as Regiões Administrativas da Cidade do Rio de Janeiro.

## Toponímia
Região inicialmente chamada de “Guratiba-Aitinga” ou “Aratuquacima”, é uma palavra indígena usada pelos tupinambás, que habitavam o nosso litoral á época da colonização. Sua definição é “lugar onde há grande quantidade de garças/garceiro.” É fácil perceber que o vocábulo surgiu de outros dois: “guará”, que quer dizer “ave”; e “tiba”, que significa “lugar onde há muita coisa reunida.” Daí: “Guaratiba”. Esta definição é uma realidade, pois até hoje ainda nos encanta a reunião de garças Brancas, nos, manguezais da região.
"Guaratiba" é um termo oriundo da língua tupi que significa "ajuntamento de guarás", através da junção dos termos agwa'rá ("guará") e tyba ("ajuntamento").

## Características
Nos registros pertencentes a matriz de São Salvador do Mundo da Freguesia de Guaratiba, consta que a região da Barra de Guaratiba começou a ser habitada a partir de março de 1579, quando Manoel Velloso Espinha, morador da Vila dos Santos, que lutou ao lado de Estácio da Sá contra os Tamoios, requereu à Coroa portuguesa a doação de uma sesmaria ( medida de terras com que o rei de Portugal agraciava os seus colonos mais fiéis), situada ao norte da ilha chamada Marambaia da Barra (hoje Restinga de Marambaia), ao longo da costa, com duas léguas de comprimento e outras tantas em direção ao sertão, e mais uma ilha de nome Guratiba-Aitinga ou Aratuquacima (hoje Barra de Guaratiba), com todas as águas, entradas e saídas, visto estarem devolutas povoadas, segundo instruções de sua alteza para povoar o Rio de Janeiro. 
O referido cidadão justificou o seu pedido de doação, alegando ter usado um navio de sua propriedade, e a sua custa, com sua gente, mais escravos, com muita despesa, conquistando para a Coroa Portuguesa o rio Tamoio-Franceses e Cabo Frio, além de ter contribuído para a derrota dos Tamoios ao lado de Estácio de Sá.
A doação foi concebida, sob a exigência de que o donatário povoasse as terras dentro de um prazo máximo de três anos, com seus herdeiros, ascendentes e descendentes, sem tributo algum, a não ser dizimo devido a Deus e pago à igreja.
Não resta a menor dúvida de que começou a partir dessa época a ocupação das terra de Guaratiba, pelo homem branco, e a formação de seu povo.
A partir do ano de 1750, 171 anos depois, Dom Fradique de Quevedo Rondon, na época donatário das terras, doou parte delas á matriz de São Salvador do Mundo da Freguesia de Guaratiba. 
Louvado em anotações feitas pelo guaratibano Almir de Carvalho , consta que há fortes indícios de que foi em Barra de Guaratiba que os invasores franceses desembarcaram em 1710, quando o corsário Duclerc percebeu que não poderia vencer a barreira de fogo da Fortaleza de Santa Cruz, para penetrar na Baía de Guanabara. Há fortes indícios, também de que a restinga de Marambaia foi utilizada como local de concentração do tráfico negreiro do século XVIII.
A divisão do Patrimônio histórico, diante das evidências, considerou-a semelhante à região da Barra de Guaratiba, depois de ter examinado uma reprodução do local de desembarque,
A pesquisa teve início quando, estudando a cultura cafeeira na província, tomou conhecimento de que o latifundiário José Joaquim de Souza Breves envolveu-se no comercio do café, para tanto adquirindo a ilha de Marambaia, local utilizado como porto de embarque e desembarque, e, bastante adequado ao acolhimento de embarcações negreira. 
Atualmente a região destaca-se também, além de sua interessante paisagem, pela variedade de bares e restaurantes especializados em frutos-do-mar. 
Abriga uma população predominante de classe média baixa apresentando, entretanto, alguns grandes casarões e sítios de alto padrão, em geral destinados a veraneio, além de já possuir também algumas pequenas favelas. 
Tem uma população estimada em 110 049 habitantes, segundo dados do Censo Demográfico 2010 do Instituto Brasileiro de Geografia e Estatística. Sua área é de 13 950,12 hectares, sendo o bairro mais extenso do município do Rio de Janeiro, porém é um dos menos densamente povoado.
Encravada ao pé da Grota Funda, estendendo-se até a Baía de Sepetiba, abrangendo os seus canais de acesso, bem como a barra para o oceano, Guaratiba é o bairro que apresenta uma das menores densidades demográficas da cidade do Rio de Janeiro. Sua situação demográfica assemelha-se, hoje, à do Recreio dos Bandeirantes no início da década de 1980 ou à da Barra da Tijuca na década de 1970. Devido à sua grande extensão territorial, é dividido em sub-regiões ou sub-bairros, todas elas ainda dispondo de grandes áreas desocupadas e com previsões para loteamentos futuros, que apresentam, em sua maioria, uma vegetação rasteira, apicum e grandes manguezais. Em suas encostas, encontra-se Mata Atlântica e também muitos bananais.
O bairro como um todo tem atrativos diversos, desde restaurantes especializados em frutos do mar até belíssimas trilhas ecológicas com acesso ao Parque Estadual da Pedra Branca.
Guaratiba foi um local bastante utilizado para locações de cidades cenográficas de telenovelas como as da Rede Globo e as da RecordTV. Dentre elas, a mais lembrada é a cidadezinha fictícia de Asa Branca da telenovela Roque Santeiro de 1985, montada nas imediações do bairro e que também aproveitou a vegetação local.

### Ilha de Guaratiba
- Commons

Área ainda essencialmente rural, disposta sob a face sudoeste do Maciço da Pedra Branca. Concentra, ainda hoje, o maior número de chácaras e produtores de plantas ornamentais do estado do Rio de Janeiro, exportando sua produção para todo o resto do país. Com o aumento da possibilidade de valorização imobiliária futura, em função do Túnel da Grota Funda que vence a Serra da Grota Funda, o valor dos imóveis desta região vem se elevando. Tudo indica que este bairro, cuja denominação de "ilha" dá-se pela característica da época onde os pequenos riachos encontravam-se formando uma verdadeira ilha.
Há também outra versão para a história denominação do bairro que teria se originado da corruptela do nome de um antigo morador que detinha vários alqueres de terras, o sr. WILLIAN, ou Willian de Guaratiba. Com o tempo, para se referir à área onde se encontrava a propriedade do sr. Willian, em vez de mencionar "Willian de Guaratiba", o local passou a ser chamado de Ilha de Guaratiba.
Entre os anos de 1918 e 1964, manteve ligações com o bairro comercial de Campo Grande por uma linha de bondes elétricos, originada pela Companhia de Campo Grande a Guaratiba e operada pelo Serviço de Transporte Rural (STR) do município e posteriormente pela Companhia de Transportes Coletivos do Estado do Rio de Janeiro (CTC-RJ). O antigo e pequeno terminal dos bondes, situado no Largo da Ilha, hoje opera como uma parada de ônibus urbanos.
Em 5 dezembro de 2018, foi feito um projeto de lei que visava a criação do bairro Ilha de Guaratiba, de autoria do vereador Willian Coelho. Em 31 de maio de 2019, essa lei foi promulgada pelo então prefeito do Rio, Marcelo Crivella, assim tornando Ilha de Guaratiba o mais novo bairro do Rio de Janeiro

## Perspectivas Futuras
A região encontra-se atualmente em expansão, devido a expectativas imobiliárias decorrentes do acesso facilitado, especialmente por conta da construção do Túnel da Grota Funda e do BRT TransOeste.
A obra pública acima referida divide opiniões. Parte dos moradores temia que a construção do túnel reduza a tradicional tranquilidade local, elevando a violência e a criminalidade registradas, aos quais unem-se ecologistas em protesto, em defesa da natureza ainda tão presente ali, surpreendentemente preservada. Possivelmente tais resistências tenham colaborando para o atraso do início das obras, que já foram concluídas neste trecho.
O bairro possui uma estação do BRT TransOeste. E inclui ainda outros sub-bairros menos conhecidos, como Santa Clara, Correia - onde se situa a empresa multinacional Michelin, o Jardim Maravilha, o Jardim Cláudia Maria e o Jardim Cinco Marias (antiga Covanca), como também parte do Monteiro, divisa com o bairro Campo Grande, junto ao Rio Cabuçu, um dos afluentes do Rio Piraquê, que desemboca na Baía de Sepetiba.
Considera-se que Guaratiba, seja a direção de uma expansão natural da Barra da Tijuca e do Recreio dos Bandeirantes, razão pela qual teme-se que diversas áreas já sejam, hoje em dia, de propriedade de empresas construtoras e incorporadoras, que possivelmente aguardam a conclusão das obras do Túnel da Grota Funda para iniciarem este processo de expansão da cidade.
Em oposição, uma outra corrente de pesquisadores e ambientalistas considera que as obras de infraestrutura, incluindo a do túnel referido, assim como quaisquer outros empreendimentos que venham a agregar renda e trabalho para a região, desde que em harmonia com o meio ambiente, sejam sempre bem-vindos. Segundo estes, o atraso das obras estaria, na verdade, prejudicando o bairro, assim como os bairros vizinhos, na medida em que a falta de urbanização propicia a proliferação de favelas, a marginalização de parte da população, bem como as agressões típicas ao meio ambiente delas decorrentes.

## Principais Logradouros
- Avenida das Américas: Principal via do bairro, que o corta em toda a sua extensão e sendo a principal ligação de Guaratiba com os bairros do Recreio dos Bandeirantes, de Vargem Grande e da Barra de Guaratiba. Localmente, recebe a denominação de Avenida Dom João VI e segue em paralelo ao corredor do BRT TransOeste.
- Estrada da Pedra: continuação natural da Avenida das Américas, e principal via do bairro, indo desde o bairro de Pedra de Guaratiba (daí o seu nome) até o bairro de Santa Cruz .
- Estrada do Catruz: perpendicular à Estrada da Pedra, de igual importância para o desenvolvimento do bairro.
- Estrada da Grota Funda: via montanhosa, de belíssima vista e cercada pela Mata Atlântica, que liga o Recreio dos Bandeirantes a Guaratiba.
- Estrada da Ilha: Paralela à Avenida das Américas, se situa em uma área essencialmente rural, em um sub-bairro conhecido como Ilha de Guaratiba, daí o seu nome. Liga o bairro ao acesso à Barra de Guaratiba.
- Estrada do Mato Alto: Um dos principais meios de ligação com o bairro de Campo Grande.
- Estrada do Magarça: Está paralela a Estrada do Mato Alto, começa no entroncamento do Largo da Comlurb , importante meio de ligação com a Estrada do Monteiro que vai para Campo Grande. Na Estrada do Magarça é onde se localiza os sub-bairros de Santa Clara e Jardim Maravilha e um pedaço do Jardim 5 Marias.
- Estrada do Piaí: Um dos principais meios de ligação com o bairro vizinho de Sepetiba.

## Bairros Vizinhos[3]
- Pedra de Guaratiba
- Sepetiba
- Santa Cruz
- Cosmos
- Inhoaíba
- Campo Grande
- Vargem Grande
- Barra de Guaratiba
- Ilha de Guaratiba